# Fonction gamma d'Hadamard

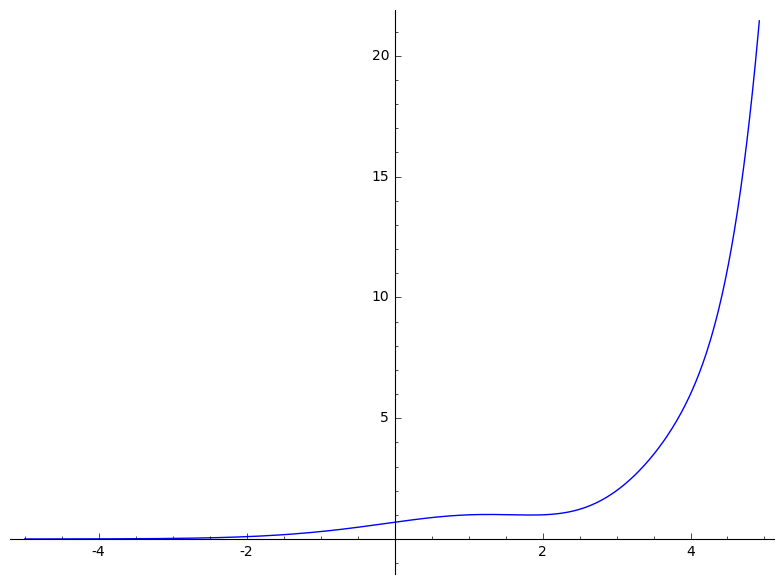
Fonction gamma d'Hadamard tracée sur une partie de l'axe réel. Contrairement à la fonction gamma classique, elle est holomorphe ; il n'y a pas de poles

En mathématiques, la fonction gamma d'Hadamard, du nom de Jacques Hadamard, est une extension de la fonction factorielle, différente de la fonction gamma classique. Cette fonction, avec son argument décalé de 1, interpole la factorielle et l'étend aux nombres réels et complexes d'une manière différente de la fonction gamma d'Euler. Elle est définie comme :
{\displaystyle H(x)={\frac {1}{\Gamma (1-x)}}\,{\dfrac {\mathrm {d} }{\mathrm {d} x}}\left\{\ln \left({\frac {\Gamma ({\frac {1}{2}}-{\frac {x}{2}})}{\Gamma (1-{\frac {x}{2}})}}\right)\right\},}
{\displaystyle H(n)=\Gamma (n)=(n-1)!}

## Propriétés
Contrairement à la fonction gamma classique, la fonction gamma d'Hadamard H(x) est une fonction entière, c'est-à-dire qu'elle n'a pas de pôles dans son domaine. Elle satisfait l'équation fonctionnelle
{\displaystyle H(x+1)=xH(x)+{\frac {1}{\Gamma (1-x)}},}
avec la convention que {\displaystyle {\tfrac {1}{\Gamma (1-x)}}} est pris égal à 0 pour les valeurs entières positives de x.
|                                 |                                      |                                                |                                            |
| {\displaystyle \Gamma (x)-H(x)} | {\displaystyle \ln(\Gamma (x)-H(x))} | {\displaystyle \left\|\Gamma (x)-H(x)\right\|} | {\displaystyle {\frac {H(x)}{\Gamma (x)}}} |

## Représentations
La fonction gamma d'Hadamard peut également être exprimée par
{\displaystyle H(x)={\frac {\psi \left(1-{\frac {x}{2}}\right)-\psi \left({\frac {1}{2}}-{\frac {x}{2}}\right)}{2\Gamma (1-x)}}}
et par
{\displaystyle H(x)=\Gamma (x)\left[1+{\frac {\sin(\pi x)}{2\pi }}\left\{\psi \left({\dfrac {x}{2}}\right)-\psi \left({\dfrac {x+1}{2}}\right)\right\}\right],}
où ψ(x) désigne la fonction digamma.